# Ruhila Adatia-Sood
Ruhila Adatia (29 de agosto de 1982 – Nairobi, 21 de septiembre de 2013) fue una conocida presentadora de radio y periodista de Kenia de ascendencia india.

## Su muerte
Murió en el tiroteo del centro comercial Westgate mientras participaba en un concurso de cocina para niños que se celebraba en el lugar al momento del ataque. Hacía un año que se había casado y estaba embarazada de seis meses del que habría sido su primer hijo.